# David Lindsay (27. hrabia Crawford)
David Alexander Edward Lindsay, 27. hrabia Crawford i 10. hrabia Balcarres KT (ur. 10 października 1871, zm. 8 marca 1940) – brytyjski arystokrata i polityk, członek Partii Konserwatywnej, minister w rządach Herberta Henry’ego Asquitha i Davida Lloyda George’a.
Był najstarszym synem Jamesa Lindsaya, 26. hrabiego Crawford, i Emily Bootle-Wilbraham, córki pułkownika Edwarda Bootle-Wilbrahama. Od 1880 r. nosił tytuł lorda Balcarres. Wykształcenie odebrał w Eton College oraz w Magdalen College na Uniwersytecie Oksfordzkim. W 1895 r. został wybrany do Izby Gmin jako reprezentant okręgu Chorley. W latach 1903–1905 był młodszym lordem skarbu. Po śmierci ojca w 1913 r. odziedziczył tytuł 27. hrabiego Crawford i zasiadł w Izbie Lordów.
W lipcu 1916 r. został przewodniczącym Rady Rolnictwa. W grudniu tego roku otrzymał stanowisku Lorda Tajnej Pieczęci. W latach 1919–1921 był Kanclerzem Księstwa Lancaster. W 1921 r. został pierwszym komisarzem ds. prac publicznych. W tym samym roku otrzymał Order Ostu. W kwietniu 1922 r. został członkiem gabinetu. Pod koniec istnienia rządu Lloyda George był ministrem transportu.
25 stycznia 1900 r. w Londynie poślubił Constance Lilian Pelly (zm. 8 stycznia 1947), córkę sir Henry’ego Pellyego, 3. baroneta, i lady Lilian Charteris, córki 10. hrabiego Wemyss. David i Constance mieli razem dwóch synów i sześć córek:
- David Alexander Robert Lindsay (20 listopada 1900 – 13 grudnia 1975), 28. hrabia Crawford
- Margaret Cynthia Lindsay (ur. 27 czerwca 1902), żona podpułkownika Henry’ego Illingwortha, nie miała dzieci
- Cynthia Anne Lindsay (21 czerwca 1904 – 5 stycznia 1997), żona Pera Arnandera i Giovanniego Fummiego, miała dzieci z obu małżeństw
- James Louis Lindsay (16 grudnia 1906 – 27 sierpnia 1997)
- Elizabeth Patricia Lindsay (15 września 1908 – 4 lutego 1937)
- Mary Lilian Lindsay (27 września 1910 – 2004), żona Reginalda Manninghama-Bullera, 1. wicehrabiego Dilhorne, miała dzieci
- Katherine Constance Lindsay (26 sierpnia 1912 – 14 lipca 1991), żona sir Godfreya Nicholsona, 1. baroneta, miała dzieci
- Barbara Lindsay (31 grudnia 1915 – 20 lipca 2001), żona pułkownika Richarda Hursta, miała dzieci

Lord Crawford zmarł w 1940 r. Tytuły parowskiego odziedziczył jego najstarszy syn.